# Pokot (polowanie)

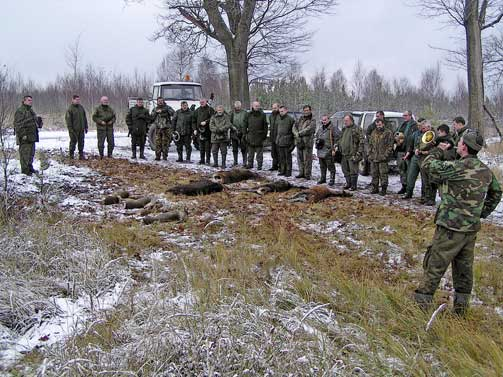
Pokot w kole myśliwskim „Ostoja”, listopad 2005

Pokot (rozkład) – tradycyjny uroczysty obrzęd zakończenia polowania zbiorowego, podczas którego składany jest raport o przebiegu polowania, ubitej zwierzynie (ułożonej pokotem) oraz ogłasza się, kto został królem polowania. Rozmach i oprawa pokotu zależy od rangi polowania, jednak każdy pokot wymaga starannego ułożenia.
Na przestrzeni dziejów, a także w zależności od lokalnych tradycji, kolejność zwierzyny na pokocie była zróżnicowana. Pozycja w pokocie odzwierciedla atrakcyjność łowiecką zwierzyny, przypisywaną jej rangę w lesie i trudności, jakie myśliwy musi pokonać, aby ją zdobyć. Z reguły wyżej znajdują się zwierzęta większe, silniejsze i potencjalnie bardziej niebezpieczne dla myśliwego przy bliższym spotkaniu, jednak sam rozmiar nie jest najważniejszy. Nie wszędzie pokot układano: na wschodnich rubieżach pokot był wieszany na rusztowaniach.
Według obecnych zwyczajów Polskiego Związku Łowieckiego zwierzęta w pokocie układa się na prawym boku, między rzędem myśliwych a rzędem nagonki, głową w kierunku myśliwych, w kolejności według gatunków. Co dziesiątą sztukę drobnej zwierzyny wysuwa się do przodu. Uczestnicy polowania ustawiają się od czoła rozkładu. Najczęściej przestrzega się następującej kolejności:
- duże drapieżniki: niedźwiedź, ryś, wilk (obecnie na nie się nie poluje)
- łoś (obecnie chroniony cały rok),
- jeleń,
- daniel,
- dzik,
- sarna,
- lis i inne drobne drapieżniki,
- zające i króliki,
- ptactwo.

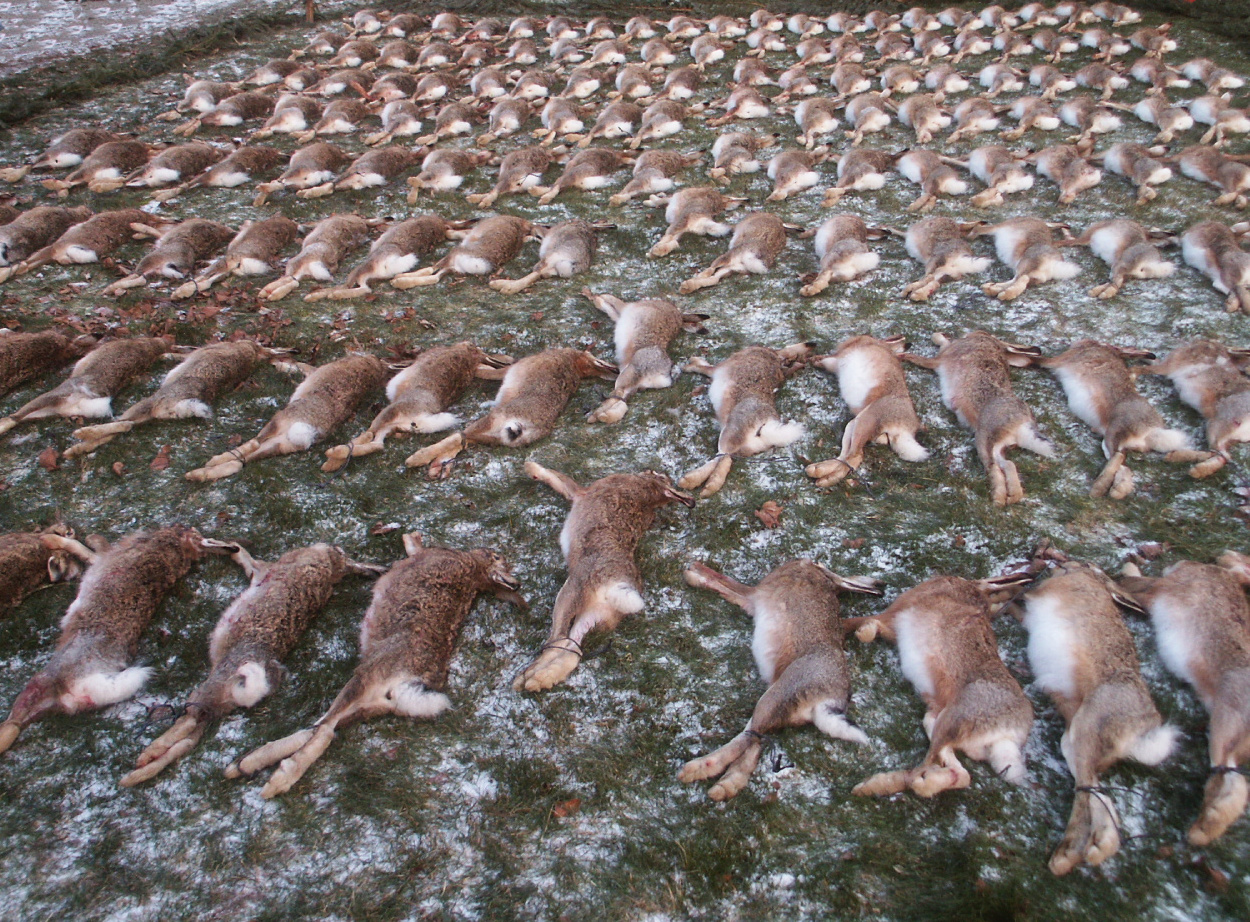
Ubita zwierzyna ułożona pokotem

W gwarze myśliwskiej kolejność określa się jako: sierść, chyb, kita, turzyca, pióro. Źródła różnią się co do pozycji zwierzyny: czasem sarnę wysuwa się przed dzika jako zwierzynę płową, lecz tradycyjnie zaliczano ją do zwierzyny drobnej i stąd podana kolejność.
Po ułożeniu pokotu prowadzący polowanie składa raport i podziękowania dla myśliwych i nagonki oraz ogłasza i dekoruje króla i wicekróla polowania. Na zakończenie sygnaliści (stojący obok nagonki) odgrywają sygnały myśliwskie przewidziane dla każdej zwierzyny, zakończone sygnałami: „koniec polowania”. Uroczystość wieńczy hejnał „Darz Bór”. Podczas sygnałów (lub też jedynie na „Darz Bór”) myśliwi i nagonka stoją z odkrytymi głowami.
Uroczysty charakter pokotu podkreśla się czasem za pomocą ognisk lub pochodni i dekoracji z jedliny (czyli gałęzi lokalnie występujących drzew iglastych, niekoniecznie jodły). Oprócz funkcji informacyjnej, pokot jest również elementem myśliwskiej mistyki jako forma oddania czci i szacunku dla zwierzyny (stąd niedopuszczalne jest przekraczanie pokotu, czyli przechodzenie ponad rozłożoną zwierzyną) oraz umacniania więzi między myśliwymi. Pomijanie tego zwyczaju jest surowo piętnowane przez myśliwych przestrzegających tradycji.

## Król polowania
Królem polowanie zostaje myśliwy, który ustrzelił zwierzę najwyżej postawione w wymienionej hierarchii (cielak jelenia jest wart więcej niż 10 dzików), a w razie remisu wielkość trofeum, ustrzelenie innej zwierzyny i wreszcie kolejność upolowania.